# Orange Moldova
Orange Moldova este un operator de telefonie mobilă din Republica Moldova. Lucrează în standardele GSM, UMTS și 4G. Compania a primit licența de la Ministerul Telecomunicațiilor în februarie 1998, sub denumirea de Voxtel și s-a lansat comercial în octombrie 1998. 
France Telecom este acționarul majoritar al companiei Orange Moldova (prin intermediul divizieie sale de telecomunicații mobile, Orange SA), cu o cotă 61% din acțuni, după ce și-a mărit participația cu 10 procente în februarie 2006., din care 4,33% aparțin operatorului român Orange România, controlat la rândul său de gigantul francez. Pe data de 19 aprilie 2006, acționarii au decis trecerea Voxtel printr-un proces de rebranding, în urma căruia a devenit Orange Moldova la 25 aprilie 2007.
Alți acționari ai Orange Moldova sunt Moldavian Mobile Telephone Bis cu 33,45% și IFC cu 5,55%.
În iulie  2007, Orange Moldova a anunțat că deține un milion utilizatori. Orange concurează pe piața serviciilor de telecomunicații mobile din Moldova cu Operatorul Național de Telecomunicații Moldtelecom ce operează rețeaua de telefonie mobilă UMTS și 4G moldtelecom și operatorul GSM, UMTS și 4G Moldcell. La 15 decembrie 2015, din cauze economice, Orange ridică tarifele la prepay de la 1,2 lei la 1,5 lei per minut, iar din data de 1 martie Orange majorează tarifele extra abonament în toate direcțiile naționale și internaționale cu 50%. Din 17 martie Orange anunță majorarea tarifelor extra abonament cu până la 50%.

## Radio Frequency Summary
Orange Moldova utilizează următoarele frecvențe
| MCC | MNC | Frecvență | Protocol                  | Clasa | Note |
| --- | --- | --------- | ------------------------- | ----- | ---- |
| 259 | 01  | 900 MHz   | GSM/GPRS/EDGE             | 2G    |      |
| 259 | 01  | 1800 MHz  | GSM/GPRS/EDGE             | 2G    |      |
| 259 | 01  | 2100 MHz  | UMTS/HSPA/HSPA+(DC-HSDPA) | 3G    |      |
| 259 | 01  | 2600 MHz  | LTE                       | 4G    |      |
| 259 | 01  | 800 MHz   | LTE                       | 4G    |      |
| 259 | 01  | 1800 MHz  | LTE                       | 4G    |      |

## Istorie
Societatea pe acțiuni a fost fondată în februarie 1998. Operatorul avea numele Voxtel. Primul apel în rețea a fost făcut la 27 octombrie 1998, de către președintele Franței, Jacques Chirac. În 2006, acționarii companiei anunță trecerea operatorului printr-un proces de rebranding. El a fost finalizat la 25 aprilie 2007. De la această dată numele operatorului devine Orange.

## Acționari
- France Télécom — 94,45 %
- IFC — 5,55%

## Date statistice
- Numărul abonaților - 2,6 milioane (pe locul întâi pe piață conform datelor din iulie 2025). [6]
- Acoperire 2G (EDGE/GPRS/GSM) în proporție de 94% din teritoriu, atingând 96% din populația Republicii Moldova[7]
- Roaming pentru abonații Orange Abonament în 91 țări în rețeaua 231 operatori și pentru abonații Orange PrePay în 17 țări în rețeaua 28 operatori
- 3G: La moment de acoperire 3G dispun 443 de localitati [8]
- 4G: Lansarea comercială a serviciilor 4G a avut loc pe 19 noiembrie 2012, la moment, cu acoperire în peste 65 de localități ale țării. [9]

## Servicii
- Telefonie mobilă
- Internet mobil
- Internet fix și Transport date
- Internet fix și TV

## Competitori
Orange concurează pe piața serviciilor de telecomunicații mobile din Moldova cu:
- Unité — marca sub care Moldtelecom prestează servicii de telefonie mobilă
- Moldcell — prestează servicii de telefonie mobilă în standardul GSM, UMTS și 4G